# (4461) Sayama
(4461) Sayama (1990 EL) – planetoida z pasa głównego asteroid okrążająca Słońce w ciągu 4,82 lat w średniej odległości 2,85 j.a. Odkryta 5 marca 1990 roku.